# Conto da Campanha de Ígor

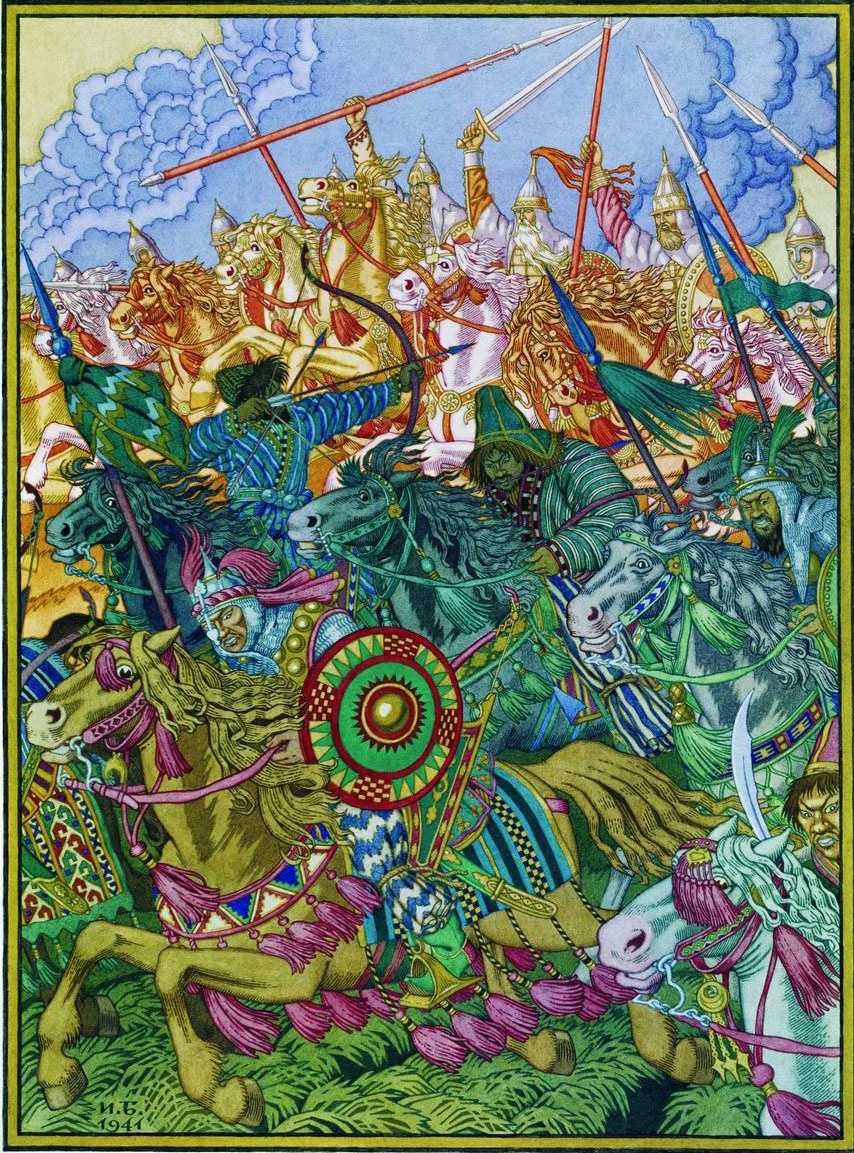
Ilustração do conto feita por Ivan Bilibin

Conto da Campanha de Ígor é um poema épico anônimo escrito na antigo eslavo oriental. O título é ocasionalmente traduzido como O Conto da Campanha de Ígor, A Campanha da Canção de Ígor, A Leitura da Campanha de Ígor, O Laico do Anfitrião de Igo e O Lama da Guerra Invasada por Ígor.
O poema dá conta de uma invasão fracassada de Ígor, o Bravo  (d. 1202) contra os cumanos da região do rio Don. Apesar da autenticidade do poema já ter sido contestada, o consenso escolar atual é que o poema é autêntico e data do período medieval (final do século XII).
O Conto da Campanha de Ígor foi adaptada por Alexander Borodin como uma ópera e tornou-se um dos grandes clássicos do teatro russo. Iniciado o Príncipe Ígor, foi realizado pela primeira vez em 1890.